# 反侵略日
反侵略日是中華民國行政院於2006年3月8日制定的紀念日，日期在每年的3月14日。

## 背景
2005年3月14日，中華人民共和國全國人民代表大會通過《反分裂國家法》，以震慑台独。2006年，中華民國行政院大陸委員會提出提案，將每年的3月14日定為「反侵略日」。行政院大陸委員會主委吳釗燮提出的構想，強調此一紀念日是提醒民眾，「不要只看到貓熊，忘了對岸還有飛彈」。
中華民國法律分爲中華民國憲法、法律、命令三級。其中，節日和紀念日由法律《內政部組織法》授權給內政部管理，內政部頒佈《紀念日及節日實施辦法》具體規定。這是一個內政部的命令，只需內政部修改頒佈，不需立法院議決通過，所以當即生效。
如果行政院要把它正式列入法律裡，作爲少數派政府，其提案可能被當時的第6届立法院否決。
此日制訂後，並未有相關活動。但自增添之日起歷經數次政黨輪替，至今仍然保留在法律條文〈紀念日及節日實施辦法〉中。
2025年5月28日制定《紀念日及節日實施條例》實施總統令公布實施，該紀念日保留在法律條文中。